# ヤン・ノルキヤ
ヤン"ザ・ジャイアント"ノルキヤ（Jan "THE GIANT" Nortje、1975年4月11日 - ）は、南アフリカ共和国出身の男性キックボクサー、総合格闘家。スティーブズジム所属。

## 来歴

### キックボクシング
南アフリカの大巨人、覚醒する大巨人のニックネームを持ち、同じスティーブズジム所属のマイク・ベルナルドやバンダー・マーブに続く、第3の刺客として来日。
1998年4月9日、K-1初参戦となったK-1 KINGS '98でマット・スケルトンと対戦し、TKO負け。
1999年6月20日、K-1 BRAVES '99のGP予選トーナメント1回戦でマット・スケルトンに判定負け。
2004年3月27日、K-1 WORLD GP 2004 in SAITAMAでは、恩師スティーブ・カラコダの元を去ったマイク・ベルナルドに1RKO勝ち。
2004年8月7日、	K-1 WORLD GP 2004 in LAS VEGASの世界最終予選トーナメント1回戦でアレクサンダー・ウスティノフに判定負け。
2004年11月6日、新日本キックボクシング協会主催「TITANS 1st」でセーム・シュルトと対戦し、左ストレートでKO負け。しかし、敗れはしたもののシュルトから左ストレートでダウンを奪った。
2007年4月28日、K-1 WORLD GP 2007 in HAWAIIのUSA GP1回戦でジュリアス・ロングにKO勝ちするも、準決勝でマイティ・モーにKO負け。
2008年4月26日、K-1 WORLD GP 2008 IN AMSTERDAMのEUROPE GP1回戦でビヨン・ブレギーにKO負け。
2008年8月16日、GLADIATORでトム・エリクソンと再戦し、1RKO勝ち。
2013年6月29日、ロシアにて極真空手とK-1の共同主催で行われたK-1 World Ichigeki Cup 2013にてレチ・クルバノフと一撃キックルールで対戦。延長1Rまでもつれるも判定負け。

### 総合格闘技
2001年8月、K-1 JAPAN GP 2001で行われた「K-1 VS 猪木軍」でゲーリー・グッドリッジとK-1 MMAオフィシャルルールで対戦し敗戦。
2001年12月、PRIDE.18で山本憲尚（現・宜久）と戦うも敗れ連敗。
2002年12月31日、INOKI BOM-BA-YE 2002で安田忠夫と戦い総合初勝利。
2003年5月、新日本プロレスの総合ルール「ULTIMATE CLASH」で行われた中邑真輔戦で敗戦。
2003年12月31日、K-1 PREMIUM 2003 Dynamite!!では成瀬昌由と対戦し、チョークスリーパーで一本負け。
2008年2月23日、Strikeforceでボブ・サップと対戦し、1RTKO勝ち。
2009年5月26日、DREAM初参戦となったDREAM.9のスーパーハルクトーナメント1回戦でソクジュと対戦し、パウンドでTKO負け。

### プロレス
2003年1月、ファンタジーファイトWRESTLE-1にてプロレスに初挑戦。ヤン・ザ・ジャイアント・コンビクトなる囚人ギミックでシン・ザ・ジャイアント・コンビクトとタッグを組んで出場。マーク・コールマン & ケビン・ランデルマン組と対戦し敗戦。
2004年5月、新日本プロレス東京ドーム大会にてWRESTLE-1で使ったギミック同様でザ・コンビクト・ノルキヤのリングネームで参戦。新日本対K-1四番勝負のK-1代表として吉江豊と対戦するがわずか3分、ラクダ固めで敗れる。

## 人物
- K-1における出場が少ないためにK-1出場を志願した折、イベントプロデューサーである谷川貞治に菓子折りをプレゼントしたことがある。

## 戦績

### ボクシング
| プロボクシング 戦績 | プロボクシング 戦績 | プロボクシング 戦績 | プロボクシング 戦績 | プロボクシング 戦績 | プロボクシング 戦績 | プロボクシング 戦績 |
| ------------------- | ------------------- | ------------------- | ------------------- | ------------------- | ------------------- | ------------------- |
| 10 試合             | (T)KO               | 判定                | その他              | 引き分け            | 無効試合            |                     |
| 10 勝               | 9                   | 1                   | 0                   | 0                   | 0                   |                     |
| 0 敗                | 0                   | 0                   | 0                   | 0                   | 0                   |                     |

### キックボクシング
| キックボクシング 戦績 | キックボクシング 戦績 | キックボクシング 戦績 | キックボクシング 戦績 | キックボクシング 戦績 | キックボクシング 戦績 | キックボクシング 戦績 |
| --------------------- | --------------------- | --------------------- | --------------------- | --------------------- | --------------------- | --------------------- |
| 25 試合               | (T)KO                 | 判定                  | その他                | 引き分け              | 無効試合              |                       |
| 9 勝                  | 8                     | 1                     | 0                     | 0                     | 0                     |                       |
| 16 敗                 | 11                    | 5                     | 0                     | 0                     | 0                     |                       |

| 勝敗 | 対戦相手                                     | 試合結果                     | 大会名                                                              | 開催年月日     |
| ×    | レチ・クルバノフ                             | 3R+延長R終了 判定2-1         | K-1 World Ichigeki Cup 2013 【一撃キックルール】                    | 2013年6月29日  |
| ○    | トム・エリクソン                             | 1R 1:05 KO（左フック）       | 日韓親善国際格闘技大会 GLADIATOR 【K-1ルール】                      | 2008年8月16日  |
| ×    | ピーター・アーツ                             | 3R 2:49 TKO（左瞼カット）    | K-1 WORLD GP 2008 IN FUKUOKA                                        | 2008年6月29日  |
| ×    | ビヨン・ブレギー                             | 1R 1:10 KO（右ストレート）   | K-1 WORLD GP 2008 IN AMSTERDAM 【EUROPE GP 1回戦】                  | 2008年4月26日  |
| ○    | キム・ドンウック                             | 2R 0:11 TKO（右足負傷）      | K-1 WORLD GP 2007 FINAL 【オープニングファイト】                    | 2007年12月8日  |
| ×    | マイティ・モー                               | 2R 1:50 KO（左フック）       | K-1 WORLD GP 2007 in HAWAII 【USA GP 準決勝】                       | 2007年4月28日  |
| ○    | ジュリアス"タワーリング・インフェルノ"ロング | 2R 1:56 KO（左ローキック）   | K-1 WORLD GP 2007 in HAWAII 【USA GP 1回戦】                        | 2007年4月28日  |
| ×    | アマニー・リー                               | 3R終了 判定0-3               | K-1 WORLD GP 2005 in LAS VEGAS II 【世界最終予選 リザーブファイト】 | 2005年8月13日  |
| ×    | セーム・シュルト                             | 2R 0:58 KO（左ストレート）   | 新日本キックボクシング協会「TITANS 1st」                            | 2004年11月6日  |
| ×    | アレクサンダー・ウスティノフ                 | 3R終了 判定0-3               | K-1 WORLD GP 2004 in LAS VEGAS 【世界最終予選トーナメント 1回戦】   | 2004年8月7日   |
| ×    | トム・エリクソン                             | 1R 0:55 KO（右ストレート）   | K-1 WORLD GP 2004 in NAGOYA                                         | 2004年6月6日   |
| ○    | マイク・ベルナルド                           | 1R 2:32 KO（3ノックダウン）  | K-1 WORLD GP 2004 in SAITAMA                                        | 2004年3月27日  |
| ×    | マーティン・ホルム                           | 1R 1:06 KO（左膝蹴り）       | K-1 WORLD GP 2003 決勝戦 【スーパーファイト】                       | 2003年12月6日  |
| ○    | イワン・ルーデン                             | 1R 0:19 KO                   | 新日本プロレス "YOKOHAMA DEAD OUT"                                  | 2003年11月3日  |
| ×    | アレクセイ・イグナショフ                     | 1R 2:49 KO（右ローキック）   | K-1 WORLD GP 2003 in FUKUOKA                                        | 2003年7月13日  |
| ○    | エヴジェニー・オルロフ                       | 5R終了 判定3-0               | K-1 WORLD GP 2003 in SAITAMA                                        | 2003年3月30日  |
| ×    | アーネスト・ホースト                         | 3R 1:29 KO（右ローキック）   | K-1 WORLD GP 2002 in LAS VEGAS                                      | 2002年8月17日  |
| ○    | ユルゲン・クルト                             | 2R 1:38 KO（左ストレート）   | K-1 WORLD GP 2002 in NAGOYA                                         | 2002年3月3日   |
| ○    | セルゲイ・マトキン                           | 2R 1:01 KO（左ボディフック） | K-1 WORLD GP 2001 in NAGOYA                                         | 2001年7月20日  |
| ×    | ピーター・グラハム                           | 延長R終了 判定0-3            | K-1 WORLD GP 2001 in OSAKA                                          | 2001年4月29日  |
| ×    | ジェロム・レ・バンナ                         | 1R 1:07 KO（左ストレート）   | K-1 SURVIVAL 2000                                                   | 2000年5月28日  |
| ×    | マット・スケルトン                           | 3R終了 判定0-3               | K-1 BRAVES '99 【GP予選トーナメント 1回戦】                         | 1999年6月20日  |
| ×    | ミルコ・クロコップ                           | 4R 1:58 KO（左フック）       | K-1 REVENGE '99                                                     | 1999年4月25日  |
| ○    | 長井満也                                     | 1R 2:51 TKO（左ストレート）  | K-1 JAPAN '98 〜神風〜                                              | 1998年10月28日 |
| ×    | マット・スケルトン                           | 3R 0:47 TKO（パンチ連打）    | K-1 KINGS '98                                                       | 1998年4月9日   |

### 総合格闘技
| 総合格闘技 戦績 | 総合格闘技 戦績 | 総合格闘技 戦績 | 総合格闘技 戦績 | 総合格闘技 戦績 | 総合格闘技 戦績 | 総合格闘技 戦績 |
| --------------- | --------------- | --------------- | --------------- | --------------- | --------------- | --------------- |
| 8 試合          | (T)KO           | 一本            | 判定            | その他          | 引き分け        | 無効試合        |
| 2 勝            | 2               | 0               | 0               | 0               | 0               | 0               |
| 6 敗            | 2               | 4               | 0               | 0               | 0               | 0               |

| 勝敗 | 対戦相手               | 試合結果                   | 大会名                                                                          | 開催年月日     |
| ×    | ソクジュ               | 1R 2:29 KO（パウンド）     | DREAM.9 フェザー級グランプリ2009 2nd ROUND 【スーパーハルクトーナメント 1回戦】 | 2009年5月26日  |
| ○    | ボブ・サップ           | 1R 0:55 TKO（パウンド）    | Strikeforce: At The Dome                                                        | 2008年2月23日  |
| ×    | ゲーリー・グッドリッジ | 1R 3:00 TKO（パウンド）    | HERO'S 2007 開幕戦 〜名古屋初上陸〜                                             | 2007年3月12日  |
| ×    | 成瀬昌由               | 1R 4:40 チョークスリーパー | K-1 PREMIUM 2003 Dynamite!!                                                     | 2003年12月31日 |
| ×    | 中邑真輔               | 2R 3:12 ギロチンチョーク   | 新日本プロレス ULTIMATE CRUSH                                                   | 2003年5月2日   |
| ○    | 安田忠夫               | 2R 0:57 TKO（タオル投入）  | INOKI BOM-BA-YE 2002                                                            | 2002年12月31日 |
| ×    | 山本憲尚               | 1R 1:43 腕ひしぎ十字固め   | PRIDE.18                                                                        | 2001年12月23日 |
| ×    | ゲーリー・グッドリッジ | 1R 1:11 腕ひしぎ十字固め   | K-1 ANDY MEMORIAL 2001 〜JAPAN GP 決勝戦〜                                      | 2001年8月19日  |